# Desmopressina
La desmopressina (DDAVP) è un principio attivo di indicazione specifica nel trattamento del diabete insipido. È un analogo sintetico dell'ormone del lobo ipofisario posteriore arginin-vasopressina.

## Indicazioni
Mostra un effetto più lungo del suo analogo (la vasopressina) ed è utilizzato principalmente per la forma di diabete insipido e contro l'enuresi notturna. Per la sua capacità di dare un temporaneo aumento del fattore VIII, è utilizzata nel trattamento di pazienti affetti da emofilia A (lieve e moderata) e dalla malattia di von Willebrand. Inoltre, è utilizzata nella cura della disfunzione piastrinica da uremia.
L'utilizzo di questa molecola nella cura dell'emofilia A e della malattia di von Willebrand è stato studiato dall'ematologo italiano Pier Mannuccio Mannucci che nel 1977 ha pubblicato un articolo assieme ad altri su The Lancet.
L'utilizzo di desmopressina nei pazienti emofilici in cui questo era possibile ha permesso di ridurre il ricorso a fattori della coagulazione emoderivati con i conseguenti rischi di trasmissione di infezioni da virus epatitici e da HIV in un'epoca in cui i controlli sui donatori non erano accurati (scandali del sangue infetto e degli emoderivati infetti).

## Controindicazioni
Controindicato in soggetti con insufficienza cardiaca.
Nel trattamento per enuresi notturna, qualora compaia vomito o diarrea, il farmaco deve essere sospeso. Occorre inoltre sorvegliare sempre la quantità di liquidi introdotti.

## Dosaggi
Per via orale:
- Diabete insipido: 300 ug il primo giorno (divisa in 3 dosi, successivamente la dose varia sino a 600 ug).
- Enuresi notturna primaria: 200 ug prima di addormentarsi.
- Polidipsia e poliuria in seguito ad intervento: le dosi variano a seconda dei casi.

Per via endovenosa e subcutanea:
- Emofilia A spesso definita anche emofilia classica, è la forma più comune di emofilia ed è dovuta ad una carenza del fattore VIII della coagulazione. Serve a liberare fattore VIII dalle cellule endoteliali che possono contenerne in misura sufficiente a fermare emorragie lievi. Generalmente il dosaggio è di 0,3 ug/kg di peso corporeo.
- Malattia di von Willebrand classica cioè tipo 1 ove vi sono bassi livelli di fattore normale.

Per via sublinguale:
- Diabete insipido: 180 ug in 3 somministrazioni.

## Effetti indesiderati
Fra gli effetti collaterali si riscontrano iponatriemia, ritenzione di liquidi, cefalea, nausea, vomito, convulsioni.

## Chimica
La desmopressina (1-deamino-8-D-arginina vasopressina) è una forma artificiale del normale ormone umano vasopressina (ormone antidiuretico, ADH) che è un peptide contenente nove amminoacidi.
Diversamente dalla vasopressina, il primo amminoacido della desmopressina è stato deaminato e l'arginina in ottava posizione è nella forma destro piuttosto che levo.